# Cheyenne Wells
Cheyenne Wells è un centro abitato (town) degli Stati Uniti d'America, capoluogo di contea della contea di Cheyenne dello Stato del Colorado. Nel censimento del 2000 la popolazione era di 1.010 abitanti.

## Geografia fisica
Secondo i rilevamenti dell'United States Census Bureau, Cheyenne Wells si estende su una superficie di 2,7 km².